# Lard fumé
Pour les articles homonymes, voir Bacon.

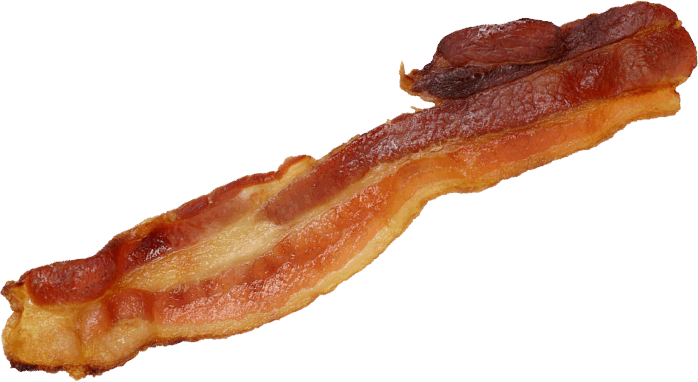
Une tranche de bacon.

Le lard fumé ou bacon est un type de lard de porc salé et préparé à partir de plusieurs parties de l'animal en particulier la poitrine et le dos, moins gras que le ventre. 
Il est consommé seul ou en accompagnement. Il est une composante importante du déjeuner anglo-saxon. Il est également utilisé dans certaines recettes pour barder les rôtis, en particulier le gibier.